# Dob pri Šentvidu
Dob pri Šentvidu – wieś w Słowenii, w gminie Ivančna Gorica. W 2018 roku liczyła 192 mieszkańców.